# Цепераните
Цепераните е село в Северна България. Намира се в община Велико Търново, област Велико Търново. Към 1934 г. в селището са живеели близо 110 жители. В днешно време няма постоянно население. В най-добрия си период в Цеперани са били построени и използвани 22 къщи, днес те са десетина, част от тях съборени и необитаеми. Махалата влиза в землището на село Райковци.

## Исторически данни
Според предания и исторически извори селото е създадено 1537 г. от трима братя, избягали от кръвния данък на султана, от Русенско. Единият лекувал хора, между което и церял рани. За това на него кръстили махала Цепераните. Другият бил военен, на него кръстили съседната махала Сеймените. А третият се заселил в по-мочурливо място, където другите не щели да ходят, та кръстили махалата Самсии. Това поселение е едно от най-старите в района. От това село, както и от околните махали, са излезли няколко воеводи и множество хайдути, борци през освободителните години преди и през 1876 – 1897 г. В него все още е запазена къщата на Бойчо войвода, а други са оставени на разрушението. Друг известен е Богдан войвода (Цеперанека). От близки села са Хаджи Досьо Байрактар, Филип Тотю (с. Гърците), Вълчан войвода и много други.
През 60-те години на XX век по-голямата част от населението се преселва основно в Стара Загора. Родовете там си имат и специфични фамилии: Башакели, Батарей, Донките, Сплитките и Редките. Преди и по време на Първата световна война кмет на Райковци, което обхваща общо 20 балкански села, е Димо Драгошинов от Батарейте.

## Културни и природни забележителности
Село Цепераните се намира в живописния район на Централна Стара планина. В подножието на върховете Малък и Голям Белновръх, Клъшка чукар и в. Пролука. В близост са хижите Химик и Грамадлива, до които може да се стигне по маркирана пътека, тръгваща от с. Сеймените.

## Личности
- Бойчо войвода – хайдушки войвода,
- Богдан Станчев Стойчев – хайдушки войвода,
- Митю Митев (1932 – 1991) – краевед, народен певец и читалищен деятел.